# Lorenzo Újlaki
Lorenzo Újlaki (en croata: Lovro Iločki -pronunciado: Ilochki, en húngaro: Újlaki Lőrinc -pronunciado: Úilaqui) (1459/1460 – † 23 de mayo de 1524), duque de Ilok, fue un noble croata y húngaro de finales del siglo XV y comienzos del siglo XVI, quien portó a lo largo de su vida los títulos de ban de Moesia, y duque de Bosnia. Con él murió la poderosa familia húngara de los Iločki (Újlaki) .

## Biografía
Lorenzo nació entre 1459 y 1460 como hijo de Nikola Iločki (Újlaki Miklós), gobernador de la región de Eslavonia y Moesia, nombrado rey de Bosnia por el rey Matías Corvino de Hungría. La madre de Lorenzo fue Dorotea Szécsy, hija de Juan Szécsy y Catalina Szécsi. Por vía materna era nieta de Ana Garai, estando emparentados con las familias húngaras más influyentes y poderosas de la época.
Cuando en 1477 falleció Nicolás, su hijo Lorenzo no heredó el título de rey de Bosnia de su padre, pero según disposiciones del rey Matías, podía portar el título de duque de Bosnia, sin ningún tipo de poder sobre la región. Heredó por otra parte, enormes propiedades y el título de gobernador de Moesia, el cual portó hasta 1492. Tomó parte en el asedio de la ciudad de Viena que llevó a cabo el rey Matías, y en nombre de su rey condujo las negociaciones de paz con el emperador Federico III de Habsburgo en 1487. En 1489, junto a muchos otros señores nobles juró al rey Matías que tras su muerte apoyaría a su hijo ilegítimo Juan Corvino para que ascendiese al trono húngaro.
Lorenzo cumplió con su palabra, cuando en 1490 murió el rey Matías, él apoyó a Juan Corvino, manteniéndose a su lado frente a Vladislao II Jagellón, hijo del rey Casimiro IV de Polonia, quien había ascendido al trono bohemio y pretendía ser coronado como rey húngaro. El 4 de junio de 1490 se produjo la batalla de Csontmező, donde fuerzas húngaras que se oponían a Juan Corvino resultaron victoriosas, y Lorenzo se vio forzado a huir a Pécs junto con el príncipe húngaro.
Vladislao fue elegido y coronado como rey húngaro, eventos en los que Lorenzo no participó, ni apoyó en ningún momento. En 1493 estuvo presente en la asamblea nacional húngara, donde llamó "buey" al rey Vladislao, y fue acusado de traidor al ser considerado enemigo del arzobispo Tomás Bakócz de Estrigonia.
Vladislao asedió a varias de las fortalezas de Lorenzo, ocupando en 1494 la residencia de Ilok y muchos otros castillos en la región de Sirmia, así como en 1495 varias en la región Transdanubiana (Kaposvár, Rákóca) y finalmente Güssing. En ese momento Lorenzo se sometió al rey húngaro, y el monarca confiscó sus propiedades ocupadas. En ese mismo año pidió el perdón real, el cual fue otorgado luego de que Vladislao fuese aconsejado así por el arzobispo Tomás Bakócz.  Para conseguir el apoyo del arzobispo Tomás Bakócz y de Emerico Perényi le dio importantes propiedades, ascendiendo nuevamente entre los poderosos aristócratas húngaros.
Habiendo obtenido el perdón real y hallándose nuevamente entre los poderosos del reino, volvió a adquirir un papel protagónico. En 1502 Lorenzo condujo la embajada nupcial a Venecia para recibir a Ana de Foix-Candale, la futura esposa del rey Vladislao II de Hungría. Posteriormente entre 1411 y 1513 el rey húngaro le concedió el cargo de gobernador de Belgrado, conduciendo la política de defensa contra los turcos en el sur del reino. En 1516 murió Vladislao y Lorenzo fue nombrado miembro del consejo de regencia junto al pequeño rey Luis II de Hungría de 10 años de edad. Igualmente en 1518 fue nombrado juez del reino, cargo que ocupó hasta su muerte en 1524.

## Familia
Lorenzo Újlaki se casó dos veces: su primera esposa era Catalina Pongrác de Dengeleg (c. 1460/65 - † c.1510), y su segunda esposa era Magdalena Bakóci. Nació un solo hijo, el cual murió a temprana edad, desapareciendo así con Lorenzo la familia de los Iločki.